# Gioacchino Maria Adami
Gioacchino Maria Adami conte di Cavagliano (Murazzano, 9 settembre 1739 – Torino, 16 marzo 1815) è stato un politico italiano.

## Biografia
Nel corso della sua vita è stato avvocato e procuratore generale. Ha avuto il titolo di conte di Cavagliano. È stato nominato primo presidente della Regia Camera dei conti del Regno di Sardegna, commendatore dell'Ordre de la Reunion sotto Napoleone e poi primo presidente del Regio Senato  sabaudo a seguito alla Restaurazione. Fu decorato della Gran Croce dell'Ordine dei Santi Maurizio e Lazzaro e creato ministro di stato. Fece parte del consiglio ristretto dei sei che si occupò di abolire i privilegi feudali col fine di riaccentrare il potere nella figura del re.